# Bill Mollison

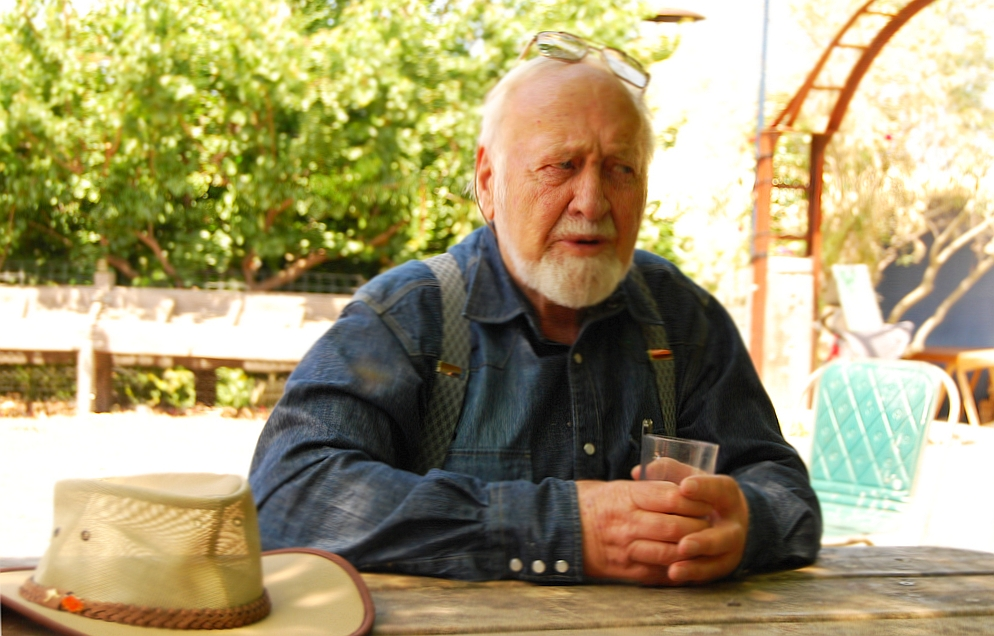

Bruce Charles 'Bill' Mollison (sinh năm 1928 ở Tasmania, Úc) là một nhà khoa học, nhà nghiên cứu, tác giả, nhà giáo, và nhà tự nhiên học. Ông được coi là cha đẻ của permaculture (khoa nuôi trồng thường xuyên bền vững), một hệ thống hợp nhất của thiết kế mà ông cùng phát triển với David Holmgren – không chỉ bao gồm nông nghiệp, làm vườn, kiến trúc và sinh thái học, mà còn là các hệ thống kinh tế, các chiến lược tiếp cận đất và hệ thống pháp luật cho các doanh nghiệp và cộng đồng. 
Ông đoạt giải thưởng Right Livelihood  năm 1981 chung với Patrick van Rensburg.

### Phỏng vấn
- Seeds of Change interview 2001 Lưu trữ ngày 15 tháng 11 năm 2010 tại Wayback Machine
- Plowboy Interview
- In Context interview Lưu trữ ngày 11 tháng 1 năm 2008 tại Wayback Machine
- Permaculture: A Quiet Revolution – An interview with Bill Mollison by Scott London Lưu trữ ngày 18 tháng 8 năm 2023 tại Wayback Machine

### Video Interviews/Features
- Permaculture: 50-minute Australian-made documentary from 1989 – see also Timestamped study notes for this video.
- In Grave Danger of Falling Food: Another 50-minute Australian-made documentary from 1989.